# 马济耶尔-纳雷斯
马济耶尔-纳雷斯（法語發音：[mazjɛʁ naʁɛs]）是法国洛特-加龙省的一个市镇，位于该省北部偏东，和多尔多涅省接壤，属于洛特河畔新城区。

## 历史
该市镇于1826年由原市镇马济耶尔和纳雷斯（Naresse）合并而成，合并后的市镇名仍为马济耶尔，直到1889年才更名为今天的马济耶尔-纳雷斯（Mazières-Naresse）

## 地理
马济耶尔-纳雷斯（44°39'11"N, 0°42'16"E）面积8.93 平方千米，位于法国新阿基坦大区洛特-加龍省，该省份为法国西南部内陆省份，北起多爾多涅省，西接吉倫特省和朗德省，南至热尔省，东临塔恩-加龙省和洛特省。
与马济耶尔-纳雷斯接壤的市镇（或旧市镇、城区）包括：佩里戈尔地区博蒙图瓦、圣拉德贡德、布尔内勒、杜德拉克、里沃、维勒雷阿勒、拉耶。
马济耶尔-纳雷斯的时区为UTC+01:00、UTC+02:00（夏令时）。

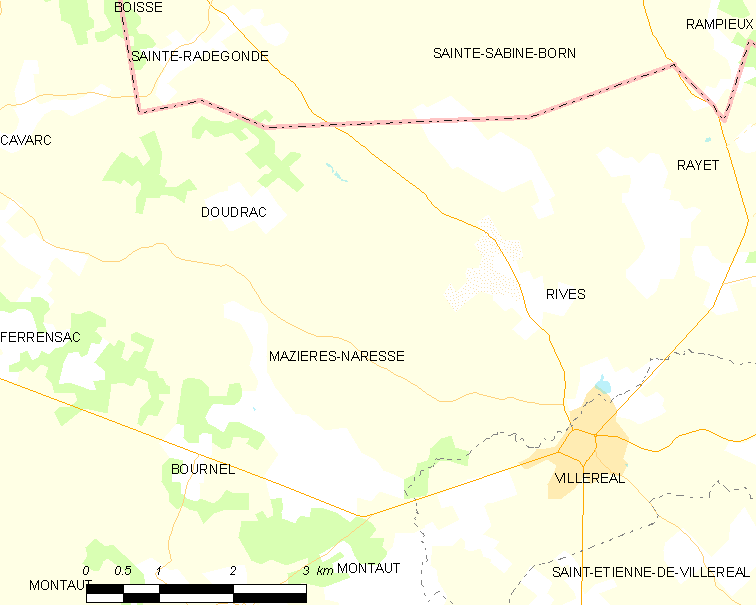
马济耶尔-纳雷斯的OSM定位图

## 行政
马济耶尔-纳雷斯的邮政编码为47210，INSEE市镇编码为47164。

## 政治
马济耶尔-纳雷斯所属的省级选区为上阿日奈-佩里戈尔县。

## 交通
洛特-加龙省省道D207线和D250线经过境内。

## 人口

1962-2008年间马济耶尔-纳雷斯人口变化图示

马济耶尔-纳雷斯于2022年1月1日时的人口数量为99人。